# 666 بارك أفينو
666 بارك أفينيو هي سلسلة دراما أمريكية خارقة للطبيعة بُثت على هيئة الإذاعة الأمريكية من 30 سبتمبر 2012 إلى 13 يوليو 2013.

## الممثلين والشخصيات

### الممثلين الرئيسيين
- راشيل تايلور بدور جين فان فين، المدير المشارك الجديد للمبنى.[3]
- ديف أنابل بدور هنري مارتن، المدير المشارك الجديد للمبنى.[4]
- روبرت باكلي بدور بريان ليونارد، الكاتب المسرحي، الذي يعيش في المبنى مع زوجته لويز.
- مرسيدس ماسون بدور لويز ليونارد، زوجة بريان، مصورة فوتوغرافية.
- هيلينا ماتسون بدور أليكسيس بلوم، مساعدة وصديقة لويز
- فانيسا ويليامز بدور أوليفيا دوران، الزوجة الباردة الجميلة الراقية لمالك المبنى.
- تيري أوكوين بدور غافن دوران، مالك المبنى الغامض.

### التقيم
| #  | العنوان                            | وقت العرض                   | Rating/share (18–49) | المشاهدين بالملايين) | DVR (18–49) | DVR Viewers (millions) | Total (18–49) | Total Viewers (millions) |
| -- | ---------------------------------- | --------------------------- | -------------------- | -------------------- | ----------- | ---------------------- | ------------- | ------------------------ |
| 1  | "Pilot"                            | 30 سبتمبر 2012 (2012-09-30) | 2.1/5                | 6.90                 | 1.1         | 2.64                   | 3.2           | 9.54                     |
| 2  | "Murmurations"                     | 7 أكتوبر 2012 (2012-10-07)  | 1.7/4                | 4.99                 | 0.9         | —                      | 2.6           | [ 6 ]                    |
| 3  | "The Dead Don't Stay Dead"         | 14 أكتوبر 2012 (2012-10-14) | 1.5/4                | 4.82                 | 0.8         | —                      | 2.3           | [ 7 ]                    |
| 4  | "Hero Complex"                     | 21 أكتوبر 2012 (2012-10-21) | 1.7/4                | 4.81                 | 0.7         | —                      | 2.4           | [ 8 ]                    |
| 5  | "A Crowd of Demons"                | 28 أكتوبر 2012 (2012-10-28) | 1.6/4                | 4.61                 | 0.9         | —                      | 2.5           | [ 9 ]                    |
| 6  | "Diabolic"                         | 4 نوفمبر 2012 (2012-11-04)  | 1.3/4                | 3.99                 | 1.0         | 1.91                   | 2.3           | 5.90                     |
| 7  | "Downward Spiral"                  | 11 نوفمبر 2012 (2012-11-11) | 1.2/3                | 3.90                 | 0.8         | —                      | 2.0           | [ 11 ]                   |
| 8  | "What Ever Happened to Baby Jane?" | 25 نوفمبر 2012 (2012-11-25) | 1.2/3                | 3.94                 | 0.8         | 1.62                   | 2.0           | 5.57                     |
| 9  | "Hypnos"                           | 2 ديسمبر 2012 (2012-12-02)  | 1.3/3                | 3.96                 | 0.7         | —                      | 2.0           | [ 13 ]                   |
| 10 | "The Comfort of Death"             | 22 يونيو 2013 (2013-06-22)  | 0.5/2                | 2.01                 | —           | —                      | —             | —                        |
| 11 | "Sins of the Father"               | 29 يونيو 2013 (2013-06-29)  | 0.5/2                | 2.14                 | —           | —                      | —             | —                        |
| 12 | "The Elysian Fields"               | 6 يوليو 2013 (2013-07-06)   | 0.5/2                | 1.94                 | —           | —                      | —             | —                        |
| 13 | "Lazarus - Part 1"                 | 13 يوليو 2013 (2013-07-13)  | 0.3/1                | 1.56                 | —           | —                      | —             | —                        |

## وصلات خارجية
- 666 بارك أفينو على موقع IMDb (الإنجليزية)
- 666 بارك أفينو على موقع ميتاكريتيك (الإنجليزية)
- 666 بارك أفينو على موقع روتن توميتوز (الإنجليزية)
- 666 بارك أفينو على موقع أول موفي (الإنجليزية)
- 666 بارك أفينو على موقع فيلمافينيتي (الإسبانية)
- 666 بارك أفينو على موقع كينوبويسك (الروسية)
- 666 بارك أفينو على موقع ألو سيني (الفرنسية)
- 666 بارك أفينو على موقع قاعدة بيانات الفيلم (الإنجليزية)